# Merritt Ruhlen
Merritt Ruhlen (ur. 1944, zm. 29 stycznia 2021) – amerykański lingwista specjalizujący się w klasyfikacji języków. Prace i badania Ruhlena stoją na uboczu głównego nurtu współczesnej lingwistyki porównawczej.
Urodził się jako Frank Merritt Ruhlen w 1944 r. Studiował na Rice University w Houston, Sorbonie, Uniwersytecie Illinois i Uniwersytecie w Bukareszcie. W 1973 r. uzyskał doktorat na Uniwersytecie Stanford w Kalifornii, gdzie obronił pracę na temat morfologii języków romańskich. Rozpoczął pracę w Stanford jako asystent wybitnych lingwistów Josepha Greenberga i Charlesa A. Fergusona.
Czerpie z kontrowersyjnych teorii Josepha Greenberga.
Zmarł 29 stycznia 2021 roku.